# Estación de Ermua
Ermua es una estación de tren en superficie situada en el municipio vizcaíno de Ermua. Da servicio a las líneas E1 (Matiko-Amara) y las popularmente conocidas como línea de Durango y el tranvía, que actualmente son tramos con frecuencia de paso de trenes reforzada dentro de la E1. Todas ellas están operadas por Euskotren Trena. 
La estación antigua fue inaugurada en 1910 y pertenece a la zona tarifaria EIB de Euskotren.
Desde septiembre de 2013, en la estación se ofrece un servicio de Wi-Fi gratuito, financiado por Euskal Trenbide Sarea.

## Estación nueva
El edificio de la estación antigua se construyó en 1910, y el 2 de julio de 2012 empezaron las obras de la nueva estación como parte del proyecto de desvío de las vías del tren mediante la construcción de un túnel de doble carril de 1025 metros de largo. El edificio de la nueva estación está a cota de calle, bajo la nueva vía. Tiene un vestíbulo de acceso bajo la plataforma ferroviaria, al que se accede desde la cota de calle a nivel inferior, y que conecta con un andén central al que se accede por medio de escaleras y ascensor.

## Conexiones
- Bizkaibus (línea 3912)

## Galería

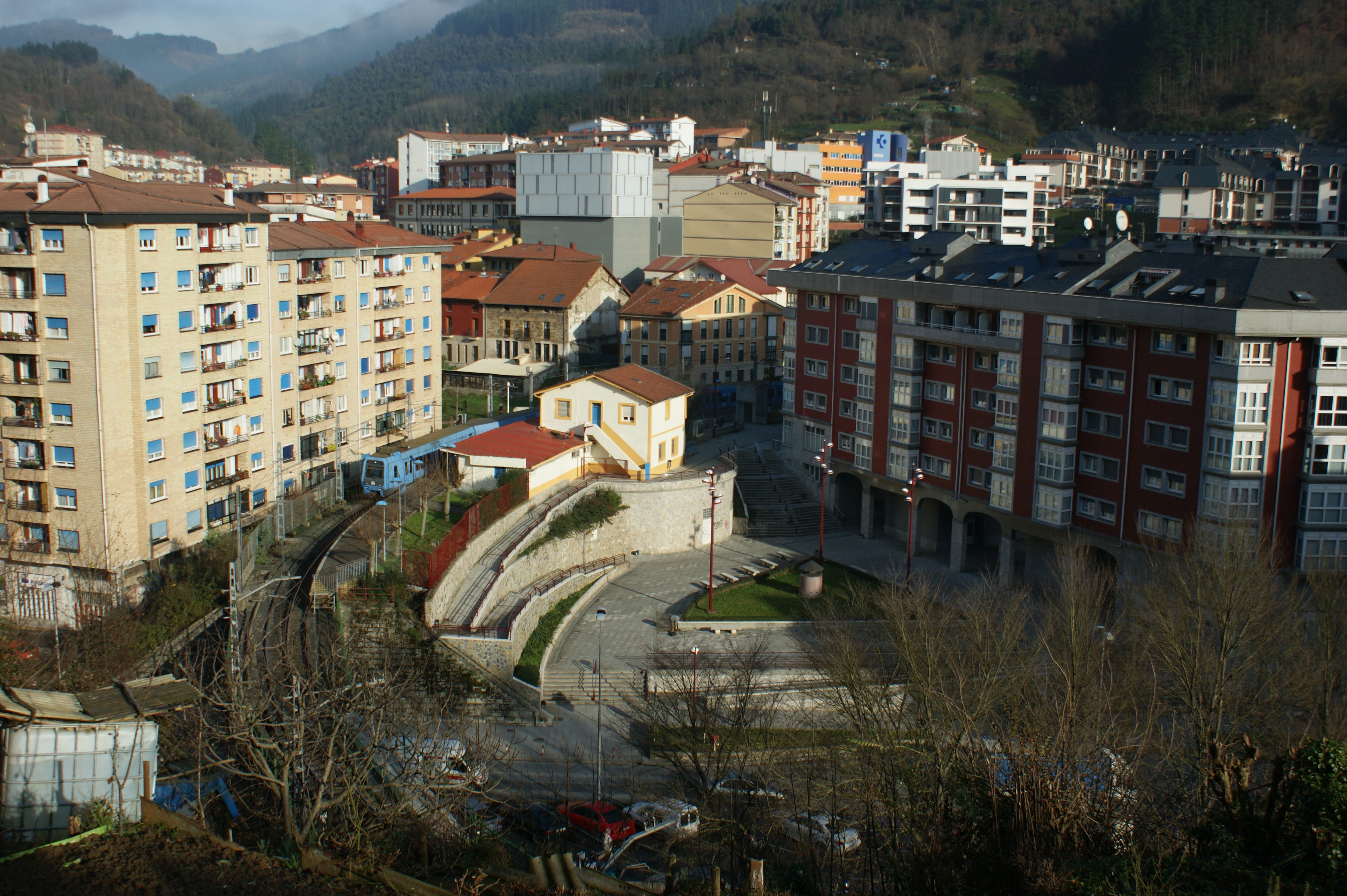
Vista de la estación antigua
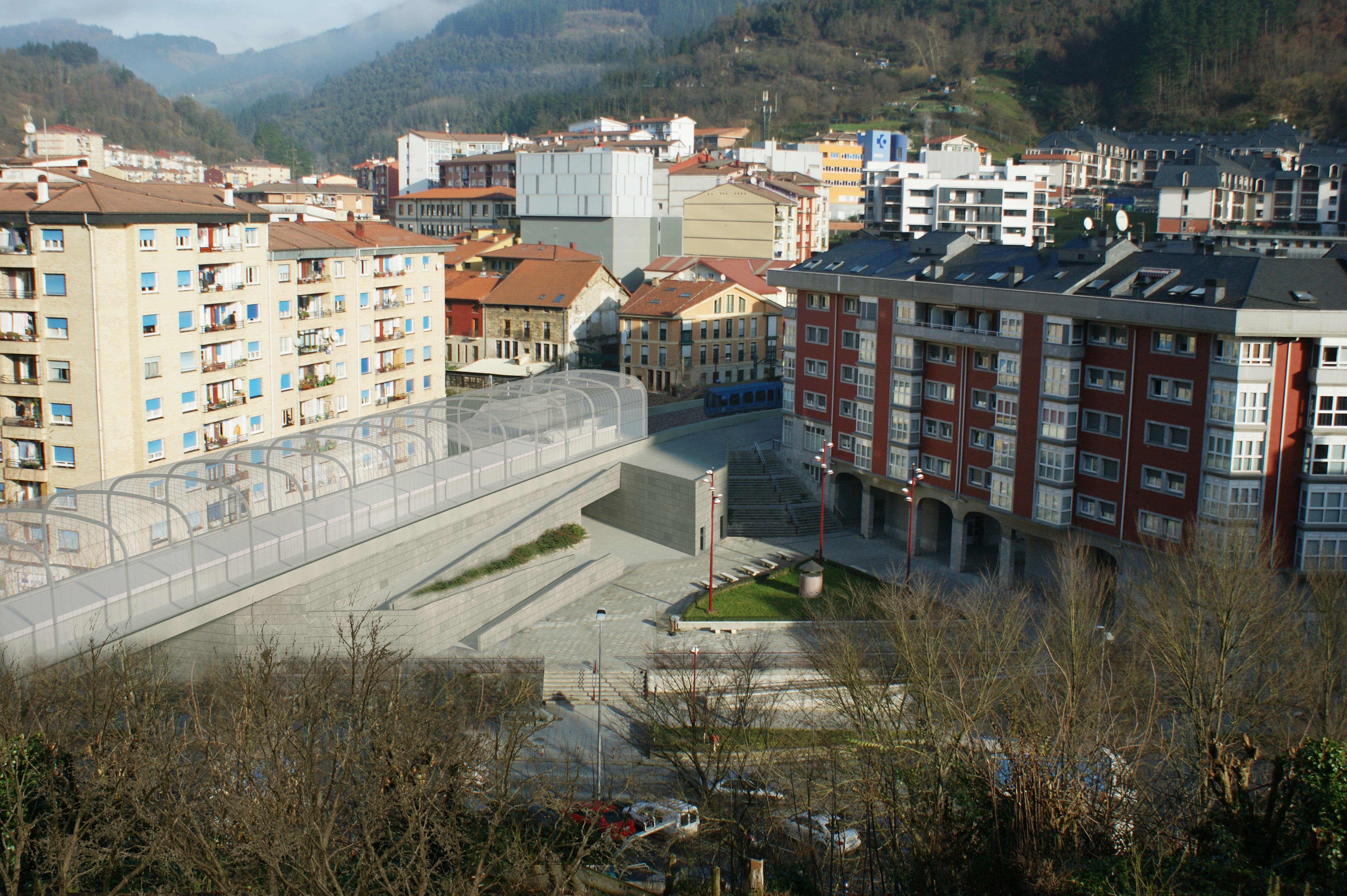
Vista de la estación nueva
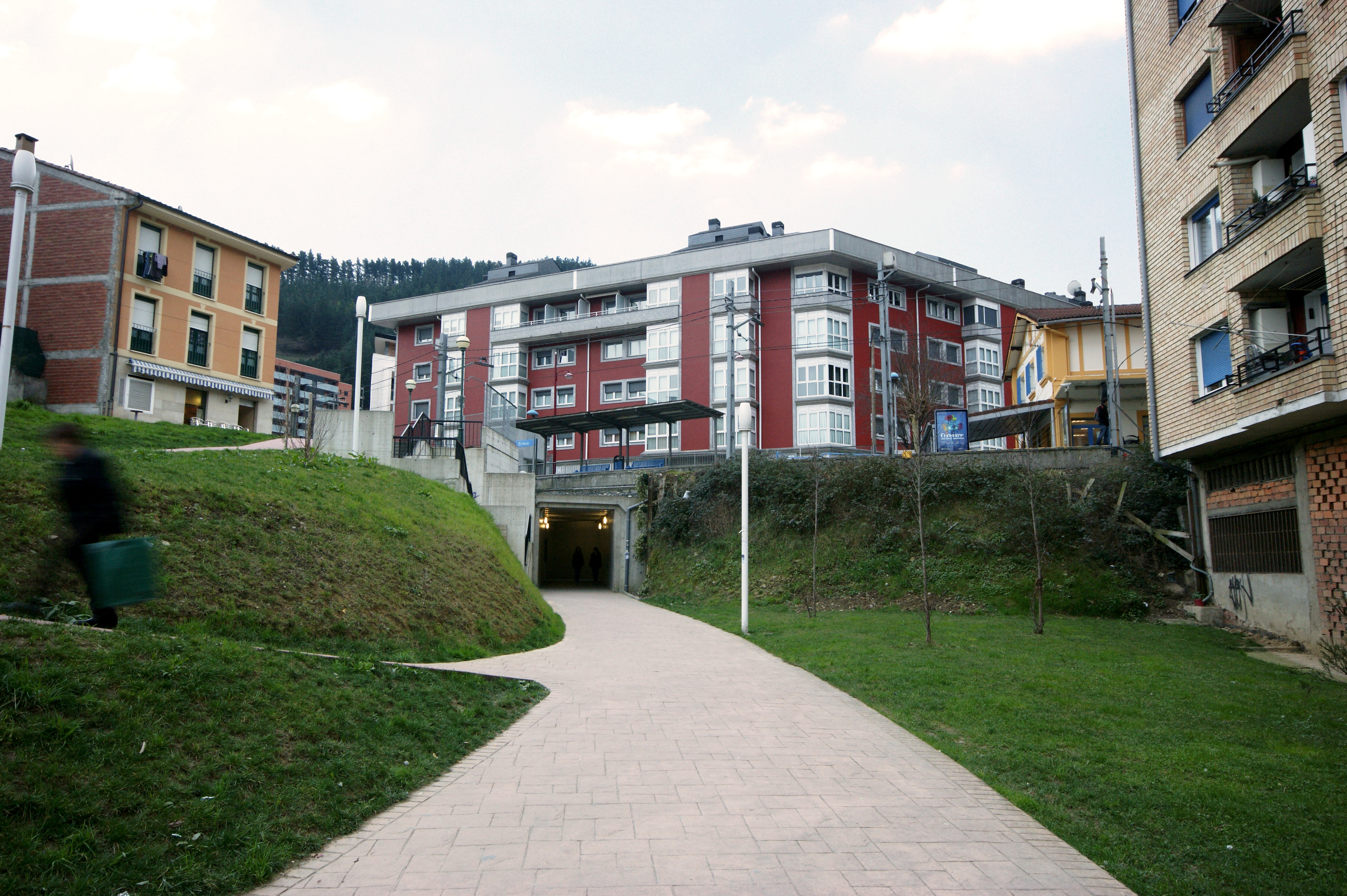
Entrada a la estación antigua
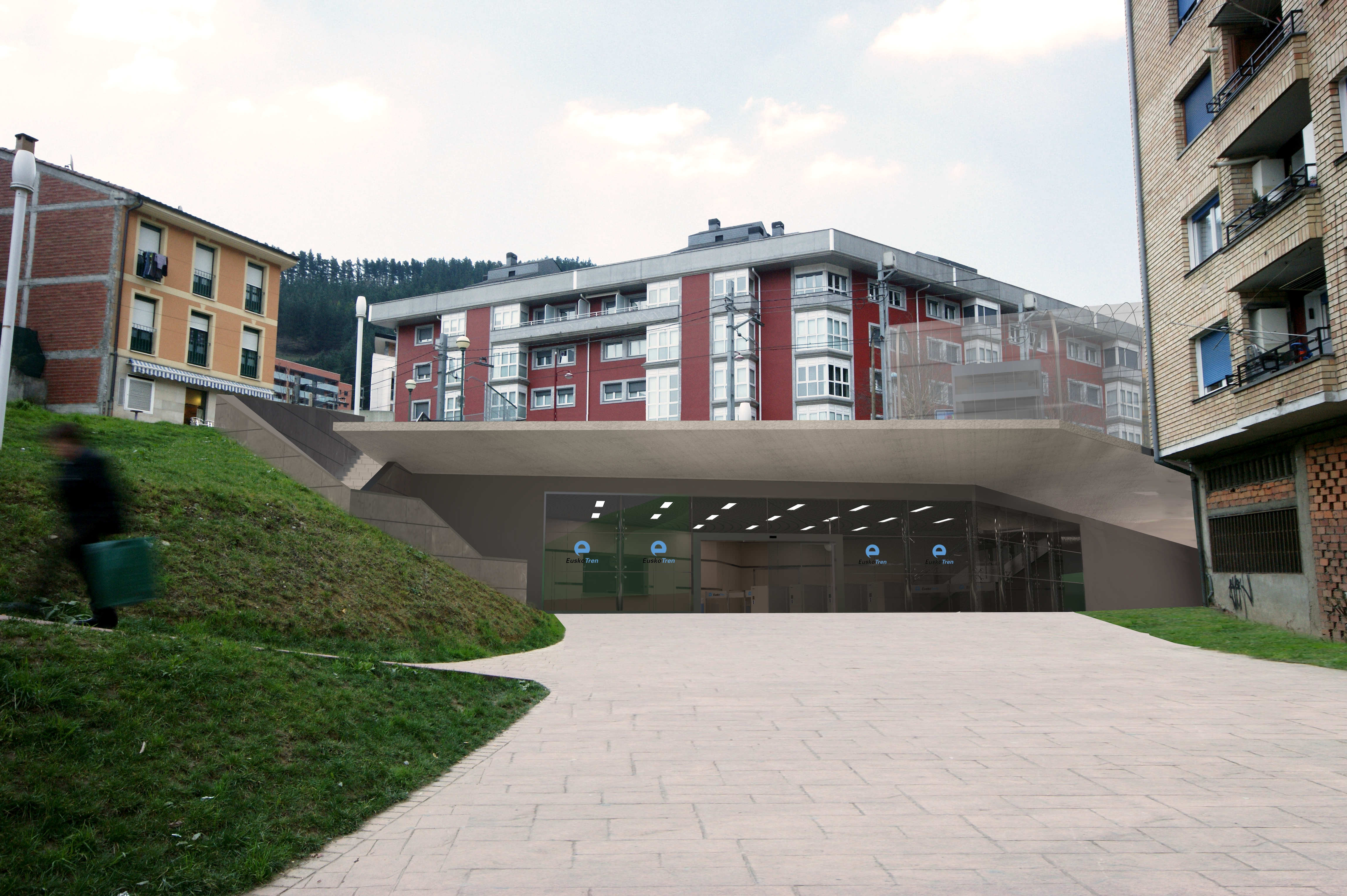
Entrada a la estación nueva